# Dell

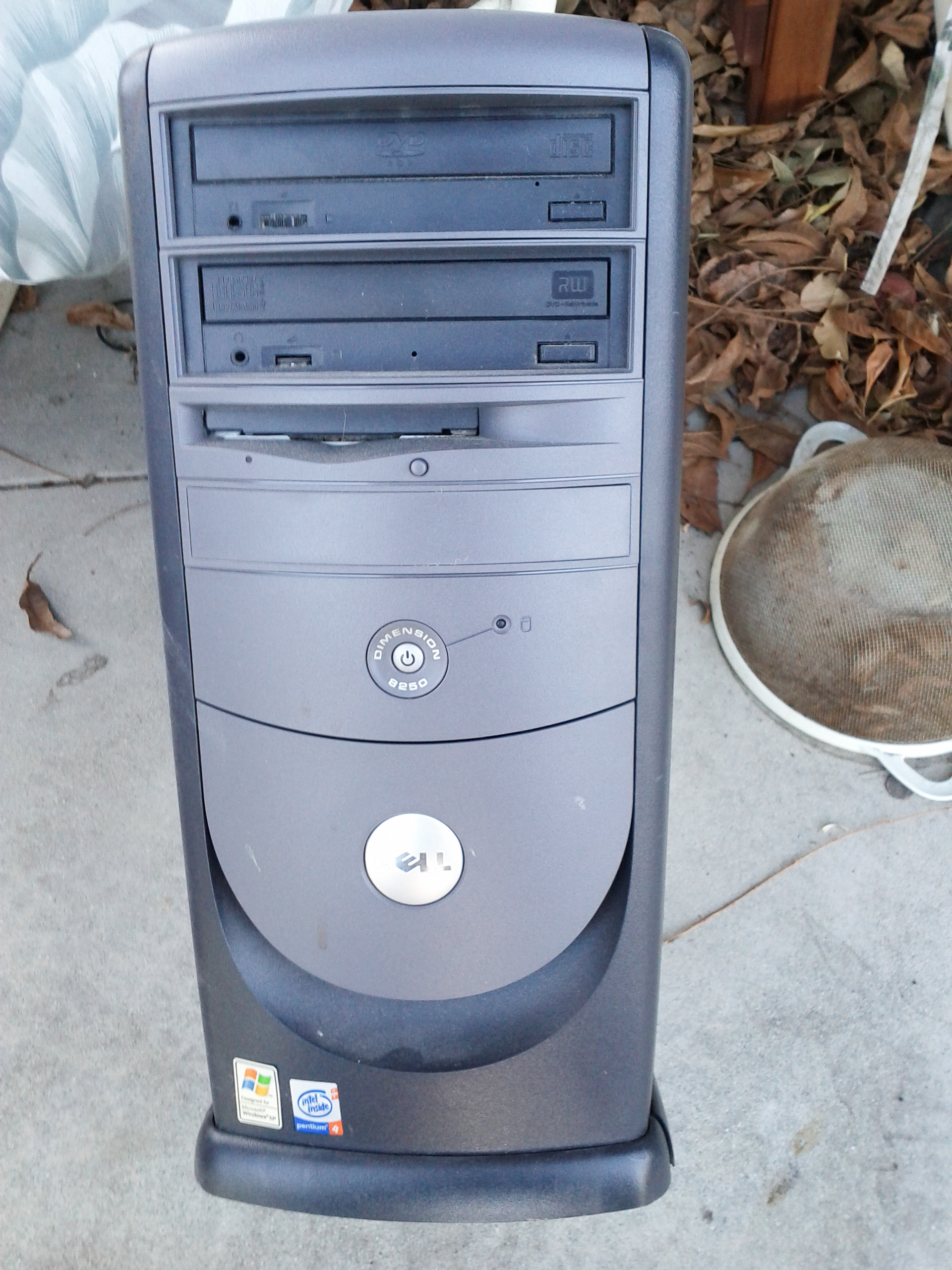
Dell Dimension 8250

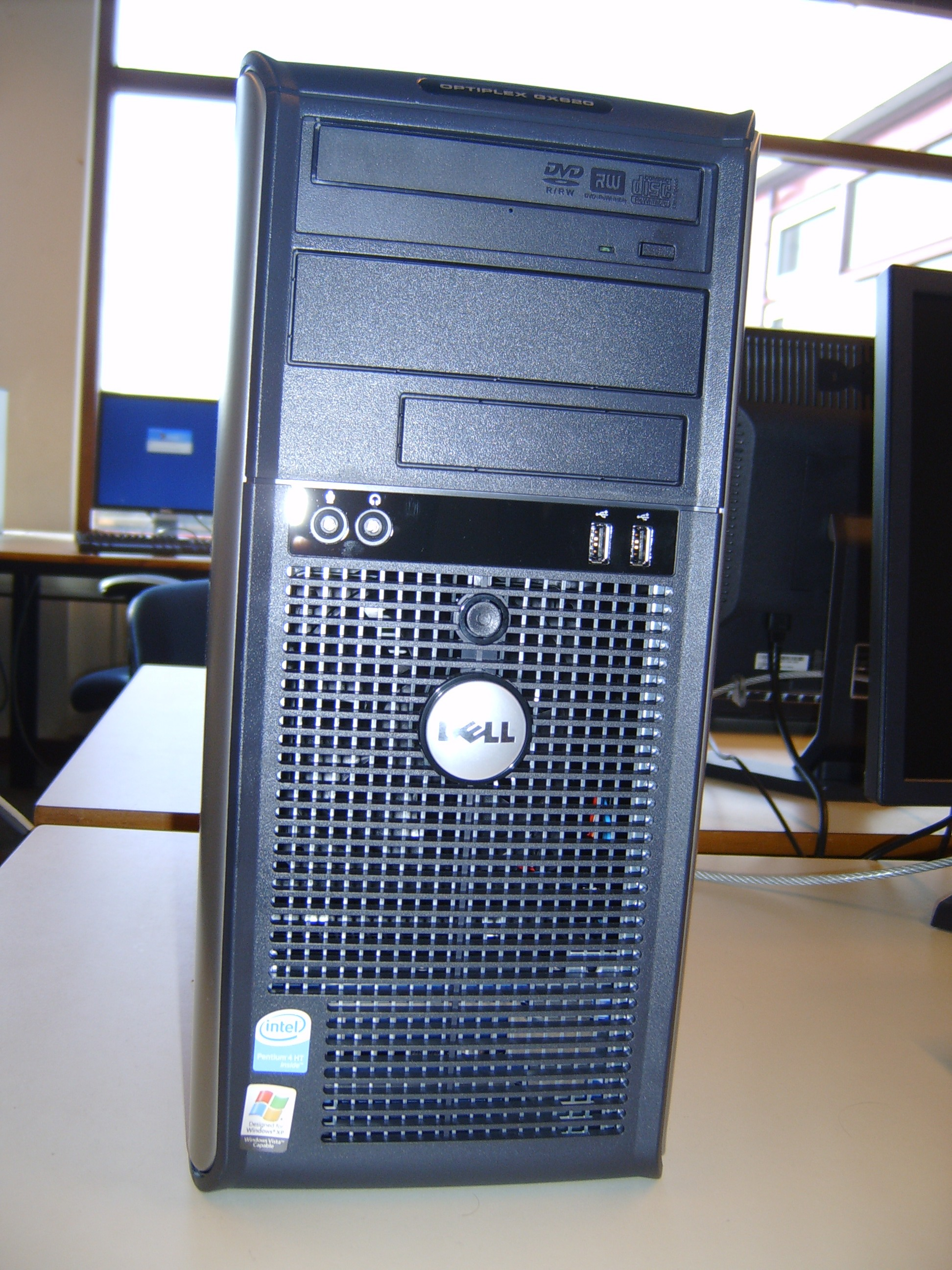
Dell Optiplex GX320

Dell Inc. is een Amerikaanse computerfabrikant, gevestigd te Round Rock, Texas. Naast het produceren van personal computers (waarin zij een van de grootste ter wereld zijn en marktleider in de Verenigde Staten), produceert Dell ook servers, werkstations, hardware voor netwerken, pda's, software, televisietoestellen, monitoren, printers en tot eind 2012 nog smartphones. Vanaf 7 september 2016 is Dell een bedrijfsonderdeel van het beursgenoteerde Dell Technologies.

## Geschiedenis
Michael Dell stichtte de voorloper van Dell, PC's Limited, in 1984, terwijl hij studeerde aan de Universiteit van Texas in Austin. Het bedrijf werd extreem succesvol, wat ervoor zorgde dat hij van de universiteit afging op zijn 19de om zich volledig op zijn bedrijf te storten. In 1985 produceerde het bedrijf de allereerste computer met een eigen ontworpen design, de Dell Turbo. Deze computer bevatte een op dat moment snelle Intel 8088-processor, die op een snelheid van 8 megahertz liep. In 1987 werd het bedrijf hernoemd naar Dell Computer Corporation. Op 22 juni 1988 verkreeg Dell een beursnotering aan de NASDAQ onder het ticker symbol DELL. Na een bod van oprichter Michael Dell verdween het aandeel in november 2013 weer van de beurs.
In 1992 kwam Dell voor het eerst te staan in de Fortune 500-lijst van 's werelds grootste bedrijven. In 1999 nam Dell de eerste plaats in de computermarkt in de Verenigde Staten over van Compaq. In 2002 verloor Dell deze positie aan Hewlett-Packard die in dat jaar Compaq overnam, maar in 2003 kwam Dell weer aan de top te staan. In 2003 keurden de aandeelhouders van het bedrijf een naamsverandering naar Dell Inc. goed, om daarmee te laten zien dat het bedrijf meer dan alleen computers produceert.
Bij Dell worden computers pas gebouwd als er een bestelling is geplaatst (on demand), waardoor de voorraden uitermate laag zijn, dat als voordeel heeft dat de voorraadkosten laag gehouden kunnen worden. Dell hanteert deze strategie in bijna alle grote markten ter wereld waar ze aanwezig zijn.
In 2004 maakte Michael Dell plaats voor Kevin Rollins als bestuursvoorzitter van Dell. Per jaareind 2004 had Dell een marktaandeel van 17,0% en was sinds 2001 de mondiale marktleider in de computermarkt door Hewlett-Packard van de eerste plaats te stoten. Door de economische crisis was Dell begin 2010 gezakt tot de derde grote computerfabrikant ter wereld, na HP en Acer. In februari 2007, na wederom de eerste plaats als grootste leverancier van pc's te hebben moeten afstaan aan HP, wordt Rollins ontslagen en nam Michael Dell zijn functie over. In het tweede kwartaal van 2015 had Dell een aandeel van 14% in de wereldwijde pc-verkopen en stond hiermee op de derde plaats na HP en het Chinese Lenovo.

### Dell van de beurs
In september 2013 gaan de aandeelhouders akkoord dat Michael Dell het bedrijf weer volledig in handen krijgt. Samen met de investeringsmaatschappij Silver Lake haalt hij Dell voor US$ 24,6 miljard van de beurs. Daarmee kwam een eind aan de maandenlange overnamestrijd. Miljardair Carl Icahn en Southeastern Asset Management hadden een alternatief voorstel gedaan, maar dit voorstel haalde het niet. Het aandeel Dell verdween in november 2013 van de beurs.
In het gebroken boekjaar tot 1 februari 2023 behaalde Dell een jaaromzet van US$ 57 miljard, hiervan werd de helft behaald in de Verenigde Staten. Het bedrijf telde 111.000 medewerkers waarvan ruim 60% buiten de VS. Het bedrijf realiseerde in dat haar een nettowinst van US$ 2,3 miljard.

### Overnamebod EMC Corporation
In oktober 2015 werd bekend dat Dell het beursgenoteerde dataopslagbedrijf EMC Corporation wil overnemen voor US$ 33 per aandeel of voor US$ 67 miljard (€ 58,9 miljard) in totaal. Met de overname wordt de combinatie het grootste private technologiebedrijf ter wereld. EMC levert gespecialiseerde opslagsystemen aan grote zakelijke klanten die hun IT-infrastructuur verhuizen naar de cloud. Bij de overname zit ook het aandelenbelang van 70% van EMC in VMware. Dat bedrijf maakt software waarmee meerdere virtuele computers op een server kunnen draaien en waarmee de rekenkracht efficiënt wordt benut. Dell kampt met stagnerende verkopen van computers en met EMC wordt het actief in een groeimarkt. De aandeelhouders van EMC en de toezichthouders moeten nog wel instemmen met het plan.
Om de aankoop van EMC te betalen zijn diverse activiteiten afgestoten met een totale waarde van US$ 10 miljard. In maart 2016 verkocht het de activiteiten op het gebied van dienstverlening aan bedrijven, waaronder clouddiensten, aan het Japanse telecombedrijf Nippon Telegraph and Telephone (NTT). NTT betaalde US$ 3,1 miljard en kreeg hiermee een positie in de Amerikaanse markt.
Dell en EMC werden vervolgens beide dochterondernemingen van Dell Technologies.

## Producten

### Consumenten
- Dimension - desktopcomputers (lijn nu vervangen door Inspiron)
- Inspiron - Notebooks, netbooks, desktops
- Studio - Notebooks en desktops gericht op mediaconsumptie
- XPS - performance/gaming notebooks, gaming desktops
- Axim - PDA's, gestopt in 2005
- Alienware - Overgenomen in 2006, gaming notebooks en desktops

### Zakelijke markt
- Vostro - Notebooks en desktops voor het MKB
- Optiplex - Desktopcomputers voor bedrijven
- Latitude - Laptops en tablets voor bedrijven
- Precision - (mobile) Workstations
- PowerEdge - Grote servers
- PowerVault - Opslagmediums

### Overige
- Monitoren
- MP3-spelers
- USB-sticks
- Printers